# Sierlijke priemkever
De sierlijke priemkever (Bembidion decorum) is een keversoort uit de familie van de loopkevers (Carabidae). De wetenschappelijke naam van de soort werd in 1799 gepubliceerd door Christian Daniel Zenker.